# Guido Calogero
(Il più giovane dei miei maestri. Testimonianza di Norberto Bobbio, in Guido Calogero, Le regole della democrazia e le ragioni del socialismo, a cura di T. Casadei, Diabasis, Reggio Emilia 2001, pp. 135-148)
Guido Calogero (Roma, 4 dicembre 1904 – Roma, 17 aprile 1986) è stato un filosofo, saggista e politico italiano.
Per la sua intensa attività civile, politica e di pensiero, è stato uno fra i più attivi e impegnati intellettuali del Novecento italiano.
Diresse l'Istituto italiano di cultura a Londra. Fu membro dell'Accademia Nazionale dei Lincei. Fu professore ordinario di filosofia teoretica all'Università "La Sapienza", occupando la cattedra che era stata di Ugo Spirito.

## Biografia

### La vita e la formazione culturale
Era figlio del messinese Giorgio Calogero, professore di francese e di Ernesta Michelangeli. Suo nonno materno era Luigi Alessandro Michelageli, professore universitario di letteratura greca e poeta carducciano. Al nonno poeta, Calogero dedicò una delle voci che scrisse per incarico della Enciclopedia Italiana (e di queste: "Socrate", Platone", "Logica").
La madre Ernesta era stata la prima studentessa universitaria a giungere alla laurea nell'Università di Messina. Guido, figlio unico, fu particolarmente curato nella sua formazione culturale sia da parte dei genitori che dei nonni: del resto le sue qualità intellettuali ebbero modo di rivelarsi presto quando, ad appena 16 anni, ebbe pubblicata una raccolta di poesie, dai toni dannunziani, dalla casa editrice Signorelli. Frequentò il ginnasio a Pisa e il liceo al "Mamiani" di Roma, dove conseguì la maturità classica con un anno di anticipo, nel 1921. Si iscrisse all'Università di Roma, dove sviluppò i suoi interessi per l'italiano, il latino e il greco; tuttavia, la lettura di Benedetto Croce e l'esperienza dell'insegnamento di Giovanni Gentile lo portarono a dedicarsi agli studi filosofici.
Nel 1925 si laureò con una tesi che fu pubblicata nel 1927 col titolo I fondamenti della logica aristotelica.
Libero docente (dal 1927) e incaricato (dal 1928) di Storia della filosofia antica alla Sapienza nonché insegnante di liceo, Guido Calogero prestò giuramento di fedeltà al fascismo nel 1931. Nominato professore straordinario di filosofia e storia della filosofia all'Istituto Superiore di Magistero di Firenze lo stesso anno, fu promosso a ordinario di storia della filosofia all'Università di Pisa nel 1934.

### Il liberalsocialismo
Calogero, che aveva aderito all'antifascismo e che nei suoi frequenti soggiorni in Germania era stato segnalato dalla polizia come nemico politico, ebbe tuttavia sempre rapporti amichevoli con Giovanni Gentile. Dal 1935 venne chiamato da Gentile a tenere esercitazioni di "Storia della Filosofia" alla Normale di Pisa, dove tenne le sue lezioni impegnandosi intellettualmente nel frattempo nell'attività antifascista clandestina dentro e fuori dalla Scuola.
In Toscana conobbe e frequentò Aldo Capitini e, dalla loro comunanza del sentire politico, nacque nel 1940 il "manifesto del liberalsocialismo".
L'antifascismo nazionale fu attirato dal loro programma politico, in special modo i giovani che in seguito alla guerra di Spagna stavano scoprendo la vera natura del fascismo.  Il liberalsocialismo si faceva portatore di un antifascismo etico-politico, distinto rispetto all'antifascismo popolare che si opponeva al regime soprattutto per le proprie difficili condizioni di vita.
Mentre le classi popolari antifasciste confluivano naturalmente nelle file degli organizzati partiti di matrice marxista, i giovani intellettuali si ritrovavano più adatti all'opposizione etico-culturale di Capitini e degli antifascisti laici borghesi tra cui Luigi Russo, Piero Calamandrei, Ranuccio Bianchi Bandinelli e Alberto Carocci che s'impegnarono, prima ancora dell'entrata in guerra dell'Italia a fianco dei tedeschi, nel diffondere l'antifascismo soprattutto in Toscana.
Dopo l'entrata in guerra dell'Italia, motivo questo preminente nel generare un più diffuso antifascismo tra le classi popolari, i liberal-socialisti continuarono a fare opposizione prevalentemente nell'ambito dell'antifascismo borghese ed ebbero contatti sporadici e individuali con gli antifascisti cattolici e comunisti. L'elaborazione politica dei liberal-socialisti di Calogero, Norberto Bobbio e Tristano Codignola, si sviluppò in via del tutto autonoma da quella di Giustizia e Libertà. I liberal-socialisti, infatti, prendendo ispirazione dalla dottrina crociana volevano approdare ad un socialismo democratico. Tuttavia, lo stesso Croce fu assai critico verso l'idea di coniugare liberalismo e socialismo, definendo il liberalsocialismo un «ircocervo», una creatura mitologica ibrida. Il percorso del socialismo liberale di Carlo Rosselli con Giustizia e Libertà era l'inverso di quello dei liberal-socialisti: da un socialismo aperto e riformatore giungere ad un nuovo sistema liberale. I due movimenti si trovavano comunque concordi nel mettere in atto il punto principale dei loro programmi: rendere quanto più attivo l'impegno nella lotta al fascismo.

### La fondazione del Partito d'Azione e il confino
Il 4 giugno 1942 Calogero fu tra i fondatori del Partito d'Azione, nella casa romana di suo cognato Federico Comandini; il partito nacque clandestinamente dalla confluenza dei liberal-socialisti di Calogero con i liberal-democratici di Ugo La Malfa e altri esponenti repubblicani. Il programma del nuovo partito prevedeva la nascita di una repubblica italiana e la realizzazione di un'economia mista con la nazionalizzazione dei grandi monopoli industriali e finanziari.
Questa più intensa attività causò naturalmente l'intervento della polizia e del Tribunale speciale che colpì duramente con un'ondata di arresti e di denunce gli esponenti del Partito d'Azione. Imputato di "manifestazioni contrarie alle direttive del Regime", Calogero fu sospeso dall'insegnamento a tempo indeterminato con privazione dello stipendio. Arrestato dalla polizia fascista a Bari, fu condannato al confino a Scanno, in Abruzzo. Tutte queste misure venivano annullate nell'agosto 1943. A Scanno nel settembre del '43, dopo l'armistizio, incontrò un suo ex allievo Carlo Azeglio Ciampi, che aderì al Partito d'Azione.

### L'attività politica nel dopoguerra
Finita la guerra Calogero continuò ad impegnarsi per realizzare il suo programma liberal-socialista stringendo maggiormente i rapporti d'amicizia e di comunanza politica con Norberto Bobbio che però si dimostrava piuttosto scettico sulle effettive possibilità che il liberalsocialismo riuscisse ad affermarsi in Italia.
Calogero continuò a militare nel Partito d'Azione che per il suo scarso radicamento popolare ottenne appena 7 seggi all'Assemblea Costituente (1946) e quindi si dissolse poco dopo.
Non per questo terminò l'impegno sociale e politico di Calogero che si schierò in seguito a sostegno del Fronte popolare nelle cruciali elezioni politiche del 1948, che contrariamente alle speranze della sinistra, segnarono il successo elettorale dei partiti guidati dalla Democrazia Cristiana.
Collaborò alla rivista Il Mondo di Mario Pannunzio dalle cui colonne avviò una campagna di stampa per la scuola laica. Fu a fianco di Danilo Dolci che denunciava lo strapotere della mafia siciliana appoggiata dal regime politico locale e nazionale.
Nel dicembre del 1955 fu tra i fondatori del Partito Radicale e alle elezioni 1958 fu tra i candidati della lista repubblicana-radicale per la Camera dei deputati. Uscito dal Partito in seguito al caso Piccardi, aderì al Partito Socialista Italiano.
Nel 1963 Calogero con Gennaro Sasso fece rinascere la testata della rivista La Cultura, per i tipi di Le Monnier, indirizzandola a un contenuto prevalentemente filosofico e sulla copertina della quale fece incidere una riproduzione di un'antica erma di Socrate che reca la famosa frase, tratta dal Critone di Platone (46 b), «Sono sempre stato tale da non lasciarmi persuadere da nient'altro se non dal discorso che, alla mia ragione, appaia il migliore». Ritiratosi dalla vita politica attiva, continuò a trattare temi sociali come direttore della rivista Panorama socialista, fondata da Giuseppe Romita.
Calogero assunse la direzione di una rivista edita del Grande Oriente d'Italia e lo storico della Massoneria Aldo Alessandro Mola lo dà come massone. La partecipazione di Calogero alla Massoneria è invece negata dal saggista Diego Fusaro, che sostiene che l'autore della "filosofia del dialogo" non fosse massone ma che «...egli accettò consapevolmente di dirigere una rivista edita dalla Massoneria di Palazzo Giustiniani e la diresse con il vigore morale che derivava dai suoi convincimenti umanitari» coincidenti con i valori che sono propri della Massoneria quelli della Fraternità, della Libertà, dell'Uguaglianza.

## Il pensiero

### La filosofia della presenza
La sua «filosofia della presenza», intesa come continua presenza e consapevolezza dell'io con se stesso («io non posso mai pensarmi fuori di me; io sono la mia continua consapevolezza») comporta la inevitabile responsabilità delle proprie azioni ispirate ai propri principi morali prescindendo da ogni gerarchia di valori che si pretendano assoluti.
Ciascuno di noi si trova quindi a dover operare delle scelte in riferimento ai propri valori: «Ogni valutazione è autonoma, compiendosi nella sfera di quella presenza soggettiva, che non può mai risolversi in nulla d'altro. Sono io che valuto, io che approvo e disapprovo, e che di conseguenza decido». (G. Calogero, Etica, Giuridica, Politica, II vol. delle Lezioni di filosofia, Einaudi, Torino 1960, III ed., p. 22).

### L'inutilità della metafisica
Né l'ontologia né la metafisica possono, secondo Calogero orientare le nostre scelte. Se per esempio io decidessi di orientare la mia vita in vista dell'immortalità dovrei concludere che: «L'immortale non ha valore per il solo fatto di essere immortale, ma anzi merita di essere immortale solo se ha valore anche quando è mortale. Solo quando un certo tipo di esistenza è preferibile, essa merita di diventare eterna: ma il semplice fatto che si annunci eterna non stabilisce che sia preferibile» (G. Calogero, "L'immortale", in Quaderno laico, Laterza, Bari 1967, pp. 21–22, la citaz. è a p. 22). L'immortalità, quindi, non serve come principio ispiratore della mia esistenza. È al contrario la nostra vita che dà senso alle teorie metafisiche che noi sceglieremo. Nessuno potrà mai giustificarsi per aver agito obbedendo a regole esterne: la responsabilità di ciò che ha fatto con la sua scelta sarà sempre e soltanto sua.

### L'etica non determinata dalla logica
Alla base di ogni nostra scelta vi dovrà essere la scelta dell'etica che secondo C. non può essere determinata da principi logici. I filosofi hanno cercato spesso di fornire una dimostrazione della necessità logica dell'etica, non capendo, secondo Calogero, che non si può dimostrare il dovere etico, se quello stesso dovere non è sentito da chi lo accetta come tale.
Per Mario Peretti, invece, una teoria del genere non è accettabile: «La logica dimostra e fonda l'etica, non nel senso che preceda temporalmente la buona volontà, ma nel senso che questa non potrà trovare un fondamento razionale, una dimostrazione della giustizia della propria scelta, se non appunto nella logica» (Mario Peretti, "La filosofia del dialogo di Guido Calogero", in Rivista di filosofia neoscolastica, 1968, LX, n. 1, pp. 70–95, la citaz. è a p. 76).
Calogero controbatte che la tesi di Peretti per esempio dovrà essere dimostrata e ci sarà qualcuno che lo ascolterà perché questi ha compiuto una scelta etica di comprensione e di tolleranza delle idee altrui. Non esiste una Logica al di fuori degli uomini che la realizzano e la utilizzano. Anche ammettendo che la scelta etica fosse fatta previa dimostrazione logica, anche in quel caso, non sarebbe la Logica ad imporla o a dimostrarne la necessità, ma sarebbe sempre l'Io a decidere di accettarla. Altrimenti si correrebbe il rischio di un Io che rivolga le responsabilità delle sue scelte a un'entità trascendente che lo manovri e diriga.
Calogero, nei suoi studi giovanili, ha dunque ricompreso appieno il cuore della logica classica, allontanandosi dai sentieri battuti della tradizione aristotelica consolidata e avvicinandosi, come protagonista, ai risultati delle nuove filosofie novecentesche, più attente al rapporto tra “l'uomo e la parola”.

### La teoria sul pensiero greco arcaico
Guido Calogero si dedicò in modo particolare ai problemi logici del pensiero antico trattati nelle opere: I fondamenti della logica aristotelica (1927), gli Studi sull'eleatismo (1932) e nei primi quattro capitoli della Storia della logica antica (1967).
Nel 1927 grazie ad una borsa di studio Calogero trascorse un lungo periodo presso l'Università di Heidelberg dove incontrò pensatori come Heinrich Rickert, Raymond Klibansky e conobbe l'opera di Ernst Cassirer. Avvalendosi delle conoscenze sul pensiero di questi studiosi e dei suoi studi su Aristotele, egli comincia a definire un concetto di "età arcaica".
Mentre Cassirer parlava di un'età mitica dove non si distingueva tra parola e cosa, riferendola al passaggio dal pensiero primitivo a quello razionale adulto, Calogero vi vedeva una "coalescenza arcaica", una specie di fusione di linguaggio, realtà e verità..
Nel primo capitolo della Storia della logica antica, dedicato a "La struttura del pensiero arcaico", Calogero espone la sua teoria secondo la quale i greci avevano una visione della realtà come "spettacolo": la vista era, ed è, infatti, tra i cinque sensi, quello primario per la specie umana, che mette in contatto diretto con il mondo esterno.
I Greci, sostiene Calogero, in epoca arcaica non distinguevano dunque tra visibilità, esistenza e pensiero: solo ciò che era visibile esisteva veramente e quindi poteva essere pensato.
Questa interpretazione veniva da Calogero, e successivamente dallo storico della filosofia antica Gabriele Giannantoni, suffragata da una serie di prove indirette:
- il termine" idea" deriva da una radice "id" del verbo greco "orao" che vuol dire vedere. Ancora in Platone l'"idea" è il risultato di una visione, sia pure intellettuale, del mondo dell'iperuranio;
- la forma più antica della letteratura greca è la storia, dal greco "istor", che vuol dire "testimone oculare": lo storico, cioè, può narrare avvenimenti esistenti perché li ha visti con i suoi occhi, mentre, al contrario, colui che narra vicende fantastiche o irreali è anticamente rappresentato come cieco;
- l'architettura greca arcaica privilegia negli edifici la parte frontale, quella più visibile, e lascia non ornati gli altri lati;
- la forma più antica di scultura è il bassorilievo, che della scena rappresentata privilegia la parte visibile allo spettatore, mentre la scultura a tutto tondo è storicamente posteriore;

La religione più antica, quella iniziatica dei misteri sembra contraddire questa teoria. I misteri, infatti, venivano celebrati in luoghi appartati e la stessa parola richiama il buio, la segretezza. In effetti il termine misteri deriva da mùstoi (μύστοι), a sua volta derivato dal verbo muo (μύω), che significa "coloro che serrano la bocca e strizzano gli occhi" come si fa appunto per vedere meglio. I mùstoi, cioè, sono quelli che vogliono vedere l'invisibile.
Una permanenza di questa indistinzione tra essere e pensiero Calogero la riscontra nei suoi studi sugli eleati, e in particolare su Parmenide, il filosofo convinto che pensare ed essere siano la stessa cosa e che non si possa pensare il "non essere".

### Indistinzione di ontologia, logica e linguaggio
A questo atteggiamento visivo si aggiungeva, secondo la teoria di Calogero,  la credenza per i greci arcaici, che solo ciò che può essere pensato può essere nominato.
Il nome, cioè, non ha ancora un significato simbolico e convenzionale ma è ciò che attribuisce realtà alla cosa esistente: la cosa ha quindi il nome che le è proprio e questo è l'unico che possa avere.
Da ciò deriva la difficoltà a dare nome a realtà come quella di un fiume, che cambiano continuamente.
Sarà Eraclito che stabilirà che "tutto muta, meno la legge del mutamento" e cioè che tutto muta meno la legge intesa come logos, la "parola" che acquista il suo valore simbolico e che quindi ci darà stabilità in una realtà concepita in continuo mutamento.
La sopravvivenza della convinzione che il nome renda reali gli eventi permane per molto tempo nei riti sacerdotali e magici dove la "formula", che deve essere pronunziata nella sua esattezza nominale, realizza l'avvenimento invocato.

## Altri riconoscimenti
Nel 1960 l'Accademia dei Lincei gli ha conferito il Premio Feltrinelli per le Scienze Filosofiche.

## Opere
Per la bibliografia degli scritti di Calogero, si veda  Cristina Farnetti (a cura di), Guido Calogero dal 1920 al 1986, con un saggio di Gennaro Sasso, Napoli, IUO, 1994.
- I fondamenti della logica aristotelica, (Firenze 1927, rist. 1962);
- Studi sull'eleatismo, Roma 1932; (2ª edizione Firenze 1977);
- La logica del giudice e il suo controllo in Cassazione, Padova 1937 (2ª edizione 1960);
- La scuola dell'uomo, ivi 1939 2ª edizione 1956);
- Il metodo dell'economia e il marxismo, Firenze 1944;
- Difesa del liberalsocialismo, Roma 1945;
- Saggi di etica e di teoria del diritto, Bari 1947;
- Lezioni di filosofia, I: Logica, gnoseologia,ontologia, Torino 1948;
- II: Etica, giuridica, politica, ivi 1946; III: Estetica, semantica, istorica, ivi 1947;
- Logo e dialogo, Milano 1950;
- La filosofia di Bernardino Varisco, Messina 1950;
- Scuola sotto inchiesta, Torino 1957;
- Verità e libertà, Palermo 1960;
- Filosofia del dialogo, Milano 1962;
- Quaderno laico, Bari 1967;
- Storia della logica antica, vol I, Firenze 1968;
- Le regole della democrazia e le ragioni del socialismo, Roma 1968;
- Scritti minori di filosofia antica, Bibliopolis, Napoli 1984;
- L'abbiccì della democrazia e altri scritti, Napoli 2018, Editoriale scientifica, puntOorg International Research Network ISBN 978-88-9391-410-9.
- L'ABC della democrazia. Con il primo manifesto del liberalsocialismo, Chiarelettere ed., Milano, 2019;
- Le ragioni di Socrate, a cura di Aldo Brancacci, Mimesis ed., Milano, 2019.